# Sonate K. 423
La sonate K. 423 (F.369/L.102) en ut majeur est une œuvre pour clavier du compositeur italien Domenico Scarlatti.

## Présentation
La sonate K. 423, en ut majeur, notée Presto, forme une paire avec la sonate précédente. C'est une œuvre brillante où prédomine un traitement à trois voix.

## Manuscrits
Le manuscrit principal est le numéro 6 du volume X (Ms. 9781) de Venise (1755), copié pour Maria Barbara ; les autres sont Parme XII 13 (Ms. A. G. 31417), Münster II 30 (Sant Hs 3965).

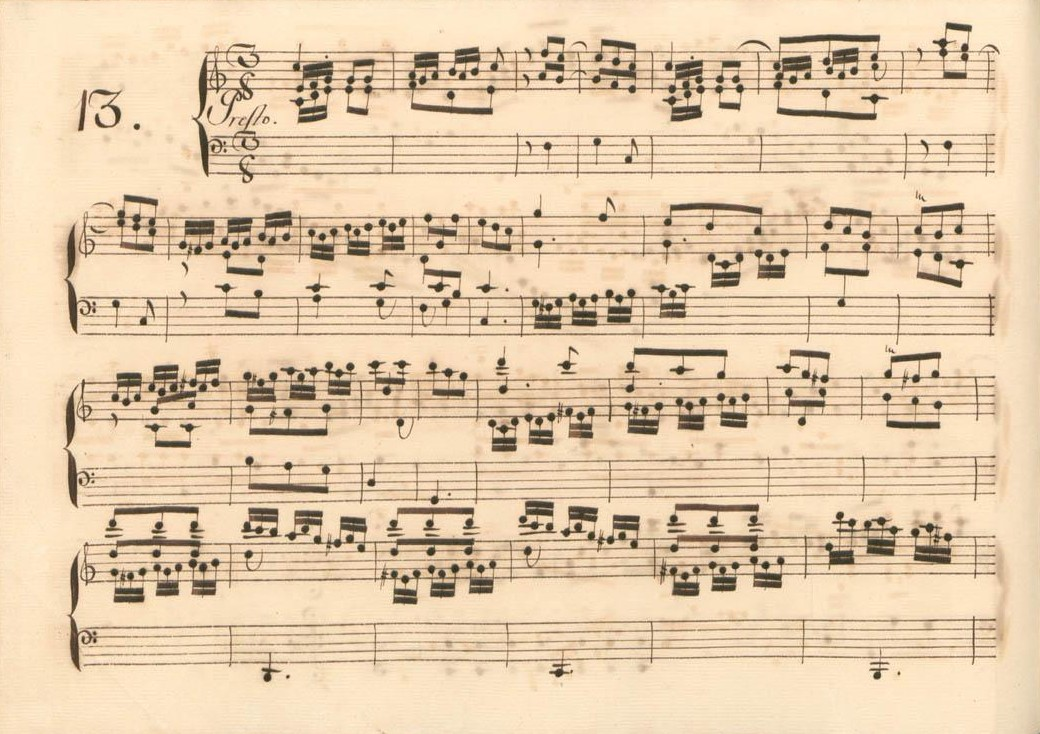
Parme XII 13.
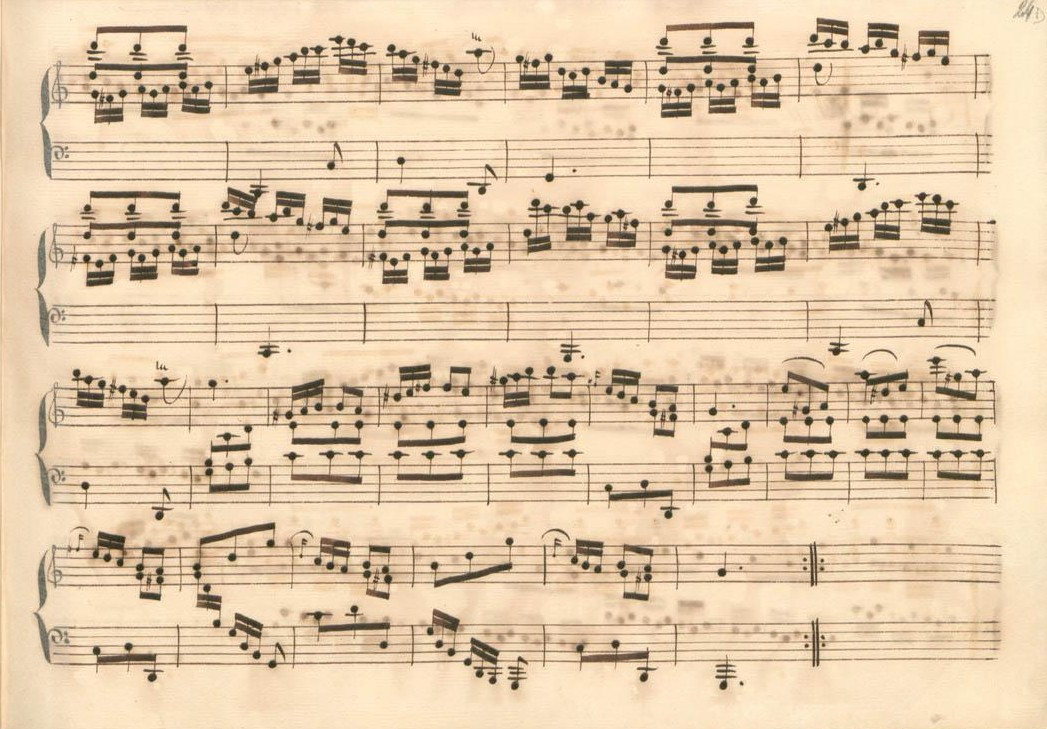
Parme XII 13 (fin de la première section).
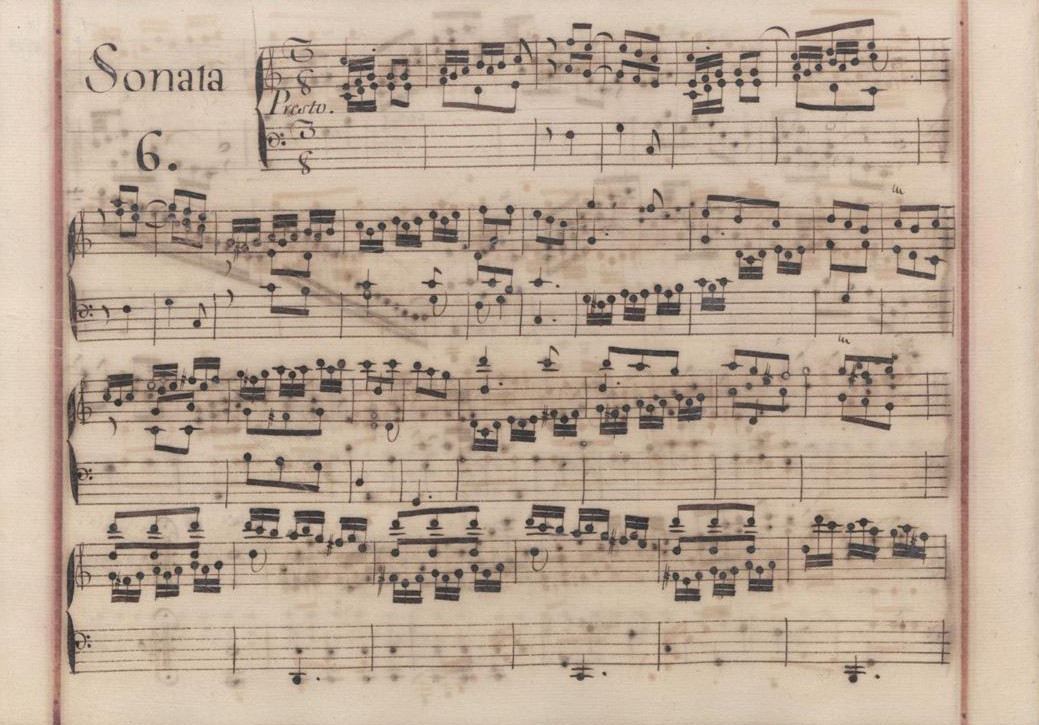
Venise X 6.
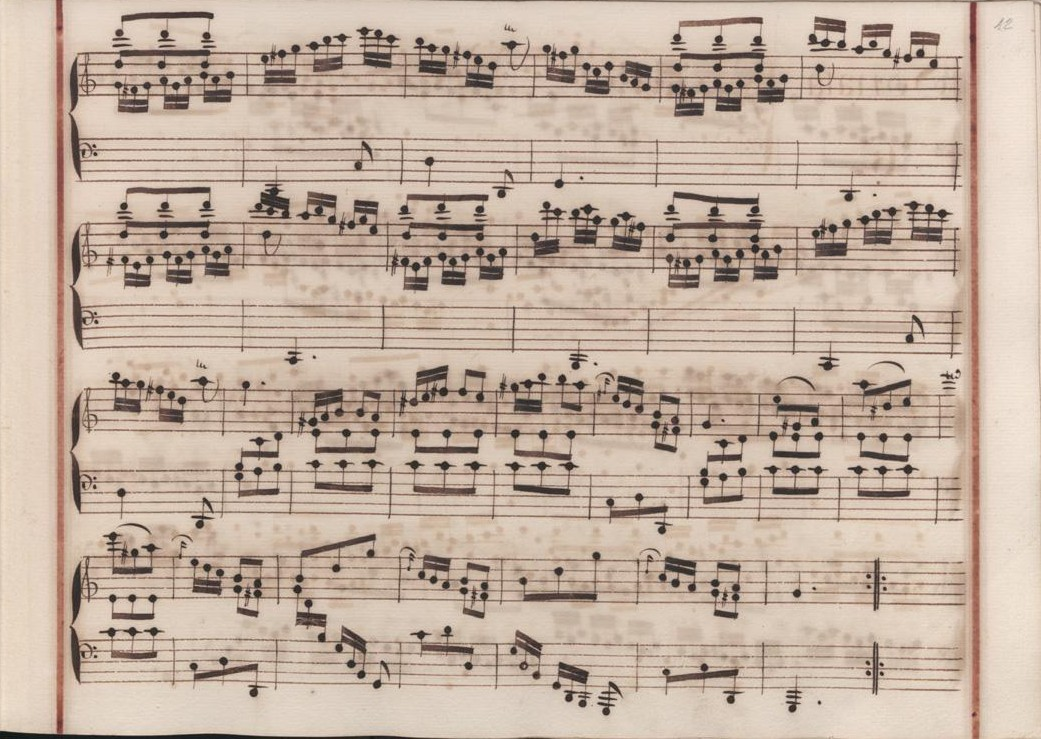
Venise X 6 (fin de la première section).
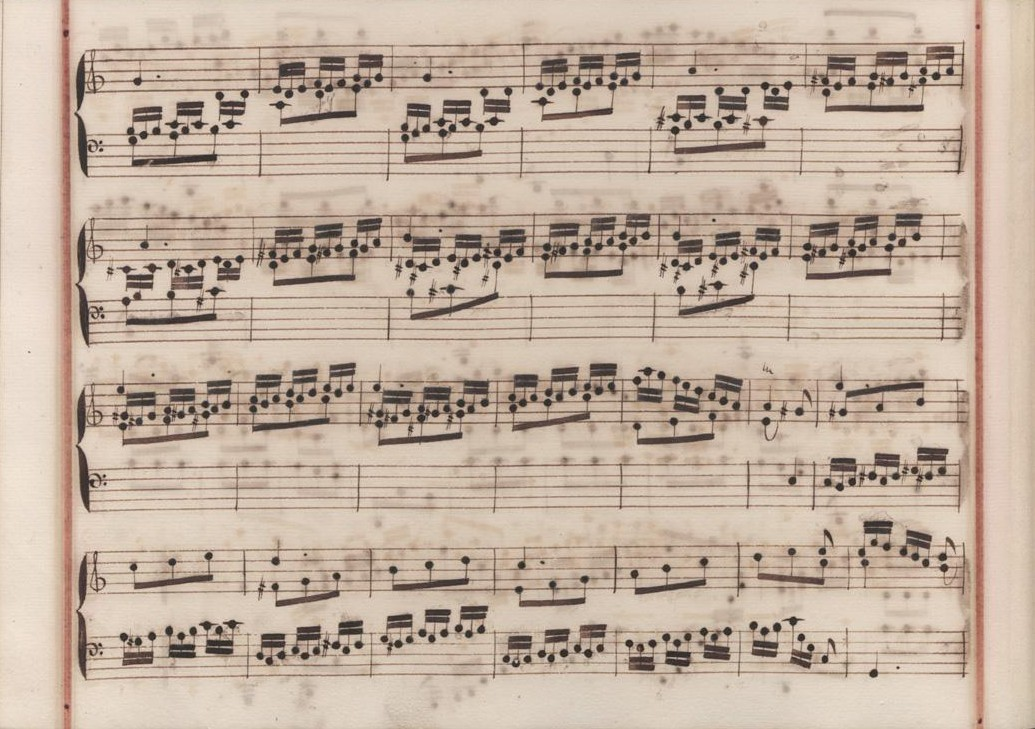
Venise X 6 (début de la seconde section).
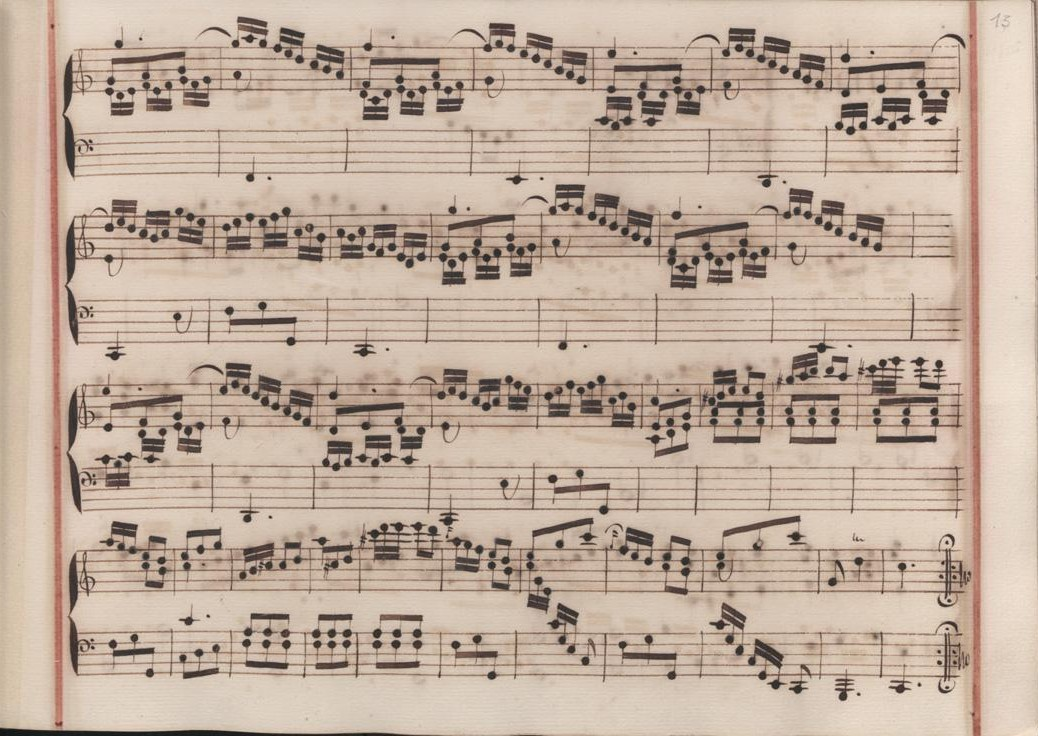
Venise X 6 (fin de la sonate).

## Interprètes
La sonate K. 423 est défendue au piano, notamment par Carlo Grante (2016, Music & Arts, vol. 5) ; au clavecin, elle est jouée par Wanda Landowska (1940), Scott Ross (1985, Erato), Richard Lester (2003, Nimbus, vol. 4), Pieter-Jan Belder (Brilliant Classics, vol. 9), Skip Sempé (2007, Paradizio) et Diego Ares (2011, Pan Classics). Andreas Nebl l'interprète à l'accordéon (2021, Castigo Classic Recordings).

## Sources
: document utilisé comme source pour la rédaction de cet article.
- Ralph Kirkpatrick (trad. de l'anglais par Dennis Collins), Domenico Scarlatti, Paris, Lattès, coll. « Musique et Musiciens », 1982 (1re éd. 1953 (en)), 493 p. (ISBN 978-2-7096-0118-4, OCLC 954954205, BNF 34689181).
- Alain de Chambure, « Domenico Scarlatti, Intégrale des sonates — Scott Ross », Erato/Éditions Costallat (2564-62092-2 (livret : 2292-45309-2)), 1985 (OCLC 891183737) .